# Harry van Rijthoven
Henricus Johannes Antonius Maria (Harry) van Rijthoven (Tilburg, 3 september 1950) is een Nederlands acteur.

## Loopbaan
Van Rijthoven wilde na de middelbare school meteen naar de toneelschool maar werd afgewezen. Daarom studeerde hij eerst theaterwetenschap en deed daarna alsnog de toneelschool in Arnhem, waar hij in 1980 afstudeerde. Hij is bij het grote publiek onder meer bekend om zijn rol bij Het Klokhuis van de NPS, waar hij vrijwel sinds het begin van de serie in 1988 als acteur meespeelt in de sketches.
Van Rijthoven speelde gastrollen in Baantjer, Dr. Krankenstein, We zijn weer thuis en Flodder. Ook speelde hij mee in films als Kruimeltje, Op hoop van zegen, De oesters van Nam Kee, Pipo en de p-p-parelridder, New Kids Turbo en Van God Los. In 2009 speelde hij in de jeugdserie TiTa Tovenaar als TiTa Tovenaar. Hij verving Erik Brey, die TiTa Tovenaar speelde in 2008. Ook speelde hij een rol in de BNN-serie Feuten en in Seinpost Den Haag in 2011. In 2012 speelde hij de rol van hoogleraar Leon de Ruyter in de krimi Gerede Twijfel. In 2009 speelde Van Rijthoven mee in de politieserie Flikken Maastricht. Hij speelde de rol Toine Smeets, in de aflevering "Stiekem". In 2011 was hij te zien in de speelfilm Claustrofobia. In 2013 was Rijthoven te zien in de film APP; hij speelde de rol van dokter Carlo. In 2014 speelde Van Rijthoven de rijke bankier Sebastiaan Meyer Swantée in twee afleveringen van de tv-serie Heer & Meester. Vanaf 2017 speelde Van Rijthoven Hans de vader van Martijn in Papadag. In 2019 speelde hij een grote bijrol in de Nederlandse serie Flikken Maastricht als procureur-generaal Philipe Schalkwijck. In 2021 speelde hij de rol van Simon Valk jr. (in 2050) in de film Captain Nova.
Naast zijn televisiewerkzaamheden was Van Rijthoven verbonden aan De Trust en De Theatercompagnie. Hij speelde in toneelstukken zoals:
- Brak
- De Kersentuin
- Jeff Koons
- Hamlet
- Requiem voor een Zwaargewicht
- Lulu
- De Koning is Stervende
- Ajax